# Ogun (cómic)
Ogun (Shunshuke Takehara, 竹原俊介) es un personaje que aparece en los cómics publicados por Marvel Comics, enemigo de Wolverine. Su primera aparición fue en Kitty Pryde y Wolverine # 1 (noviembre de 1984), escrito por Chris Claremont y dibujado por Allen Milgrom.

## Biografía del personaje ficticio
Ogun era un maestro ninja y de artes marciales que actuó como mentor de Wolverine. Se sabe muy poco sobre su pasado o la naturaleza exacta de sus habilidades, pero aparentemente era un mutante que podía poseer y controlar las mentes a través de la telepatía. Sus reflejos y tiempo de reacción también parecen haber mejorado más allá del rango alcanzable por los humanos normales, como que fácilmente era un rival para Wolverine. Tenga en cuenta que cualquiera o ambas de estas habilidades pueden haber sido total o parcialmente de naturaleza mística.
Ogun conoció a Wolverine por primera vez en Shanghái, China. Shanghái fue sostenida por el Imperio de Japón, luego de la Batalla de Shanghái en la segunda guerra sino-japonesa (1937-1945). Según los informes, Ogun estuvo activo en la Guerra como capitán del Ejército Imperial Japonés. Wolverine era solo un marinero errante, pero logró llamar la atención del capitán que buscaría a su conocido. El tema fue escrito por Larry Hama y dibujado por Leinil Francis Yu.
En algún momento en el pasado, Ogun cayó del camino del honor y fue un ejecutor criminal de los Yakuza. Ogun poseía mentalmente a Kitty Pryde, entrenada como ninja, e intentó convertirse en un asesino. Sin embargo, bajo el cuidado de Wolverine, Kitty se recuperó y resistió otro intento de lavado de cerebro, y Wolverine finalmente se vio obligado a matar a Ogun.
Años más tarde, Ogun regresó como un espíritu incorpóreo, poseyendo mentalmente huésped tras huésped, y nuevamente atacó a Wolverine y Kitty. Con la ayuda de Ghost Rider, Wolverine descubrió que destruir a Ogun implicaba solo destruir la máscara encantada de Ogun (aparentemente tenía varias porque la primera ya estaba destruida). Ogun fue así destruido, aparentemente para siempre.
Más tarde, Ogun regresó una vez más esta vez viajando de un cuerpo anfitrión a otro e incluso trató de hacerse cargo del cuerpo de Lady Deathstrike. Wolverine encontró una manera de obligarlo a salir de todos los cuerpos anfitriones disponibles y entrar en el cuerpo de Viper a quien Wolverine empaló. En presa del pánico, Ogun saltó del cuerpo de Viper pero, al no tener forma de habitar, pareció evaporarse.
Pero como se vio un poco más tarde, Ogun incluso sobrevivió a eso e intentó vengarse de Pryde y Wolverine atrayéndolos a bordo del Hellicarrier que pudo controlar a través de las cosas sobre la ciberpatía que aprendió mientras se hacía cargo de Lady Deathstrike, pero una vez más fue derrotado. No se sabe qué sucedió después de que Kitty logró convencerlo del error de sus caminos dentro del plano astral.
Ahora se muestra que el clan de Ogun está dirigido por Sojobo y Karasu, un par de gemelos psíquicos que había adoptado como hijo e hija antes de su fallecimiento. Los niños son rescatados de esta brutal existencia por David Haller, quien les muestra que no tienen que seguir los pasos asesinos de su padre. Después de una escaramuza con los X-Men, los gemelos son llevados a la Escuela Jean Grey para Educación Superior.
El espíritu de Ogun luego resurge e intenta poseer a Kitty una vez más antes de que su anfitrión logre expulsarlo. También se revela que Ogun había asesinado a Cyber en un intento de vender el cadáver adornado con adamantium del villano a Abraham Cornelius.
El espíritu de Ogun poseyó al luchador Shogun.

## Poderes y habilidades
El alcance y la naturaleza de los poderes de Ogun nunca se reveló por completo. Él demostró la capacidad de controlar las mentes y pudo eliminar su espíritu de su cuerpo y colocarlo en un nuevo huésped (sumergiendo la personalidad de ese cuerpo anfitrión). Su cuerpo original también parecía ser algo resistente a las lesiones, aunque Wolverine logró matarlo. Ogun fue capaz de sobrevivir al empalamiento a través del torso con un empuje de espada sin efectos negativos aparentes. Sus reflejos y agilidad aumentaron más allá de los niveles humanos normales. Se da a entender que Ogun era un telépata que también tenía algunos poderes místicos, pero esto nunca se especificó claramente. En la vida, Ogun también aparentemente era capaz de retrasar o detener por completo su envejecimiento; Se menciona una leyenda donde tuvo una vez un duelo de voluntades con el maestro de espadas japonés Miyamoto Musashi.

## En otros medios
- Ogun aparece en el episodio de Wolverine and the X-Men, con la voz de James Sie. Esta versión es el sensei de Wolverine.
- Un personaje inspirado en Ogun llamado Ichirō Yashida aparece en la película de 2013 The Wolverine,[11] interpretado por Haruhiko Yamanouchi como un anciano y Ken Yamamura cuando era joven.[12]Él es representado como un conocido de Wolverine, es el patriarca actual de un antiguo clan nobiliario japonés, el CEO original de la Corporación Yashida, el padre de Shingen Yashida, el abuelo de Mariko Yashida y el padre adoptivo de Yukio. Logan le salvó la vida durante el bombardeo atómico estadounidense de Nagasaki. Años más tarde, Yashida organizó la visita de Logan antes de pasar aparentemente. En realidad, Yashida fingió su muerte y ser el «Samurái de Plata» a través de un traje hecho de adamantium con una adamantium katana y wakizashi (los cuales pueden generar calor en estas cuchillas). Obsesionado con el factor de curación de Wolverine y la inmortalidad que fue reconocido por su hijo, ideó su traje de Samurái de Plata con la Dra. Green no solo para sostenerse sino también para robar los poderes curativos de Wolverine. Utiliza la katana adamantium calentada del Samurái de Plata para cortar las garras de adamantium de Wolverine que le permitieron extraer el factor de curación de Wolverine a través de su armadura de Samurái de Plata, recuperando su apariencia juvenil pero es golpeado por su nieta con las garras de adamantium rotas de Wolverine. Cuando Yashida pierde el control de la armadura del Samurái de Plata, las garras de hueso de Wolverine vuelven a atravesar a Yashida a través de su pecho antes de arrojarlo a la muerte en una grieta debajo.